# Min store græske tur
Min store græske tur (originaltitel: My Life in Ruins) er komediefilm fra 2009, der forgår blandt Oldtidens Grækenlands ruiner, med Nia Vardalos, Richard Dreyfuss, Alexis Georgoulis, Rachel Dratch, Harland Williams og den britiske komedieskuespiller og impressionist Alistair McGowan i hovedrollerne. Filmen handler om en tourguide, hvis liv tager en personlig vending, da hendes gruppe havner i komiske situationer blandt ruinerne, med en række uventede stop undervejs. Filmen blev udgivet den 5. juni 2009 i USA, og 7. maj 2009 i Grækenland.

## Handling
Georgia (Nia Vardalos) er en græsk-amerikansk kvinde, der bliver fyret fra sit lærerjob og bliver nødt til at arbejde som busguide blandt Grækenlands ruiner. Hun finder det hårdt på grund af alle de besværlige turister, hun skal vise rundt. Hun er også på jagt efter den store kærlighed, men er begyndt at opgive håbet. Hun er ikke særlig glad for sit liv indtil hun møder den ældre rejsende Irv Gordon (Richard Dreyfuss), der lærer hende at have det sjovt i livet. Alle de underlige tilfældigheder og situationer på hendes tur, sammenfører hende med den sidste mand, hun havde ventet sig – hendes græske chauffør (Alexis Georgoulis).

## Medvirkende
- Nia Vardalos som Georgia Ianakopolis
- Richard Dreyfuss som Irv Gideon
- Alexis Georgoulis som Prokopi Kakas
- Rachel Dratch som Kim Sawchuck
- Harland Williams som Big Al Sawchuck
- Caroline Goodall som Dr. Elizabeth Tullen
- Ian Ogilvy som Mr. Stewart Tullen
- Alistair McGowan som Nico